# Agda
Agda (en francés: Agde) es una localidad y comuna francesa de 28 609 habitantes, situada en el departamento de Hérault, en la región de Occitania.

## Historia

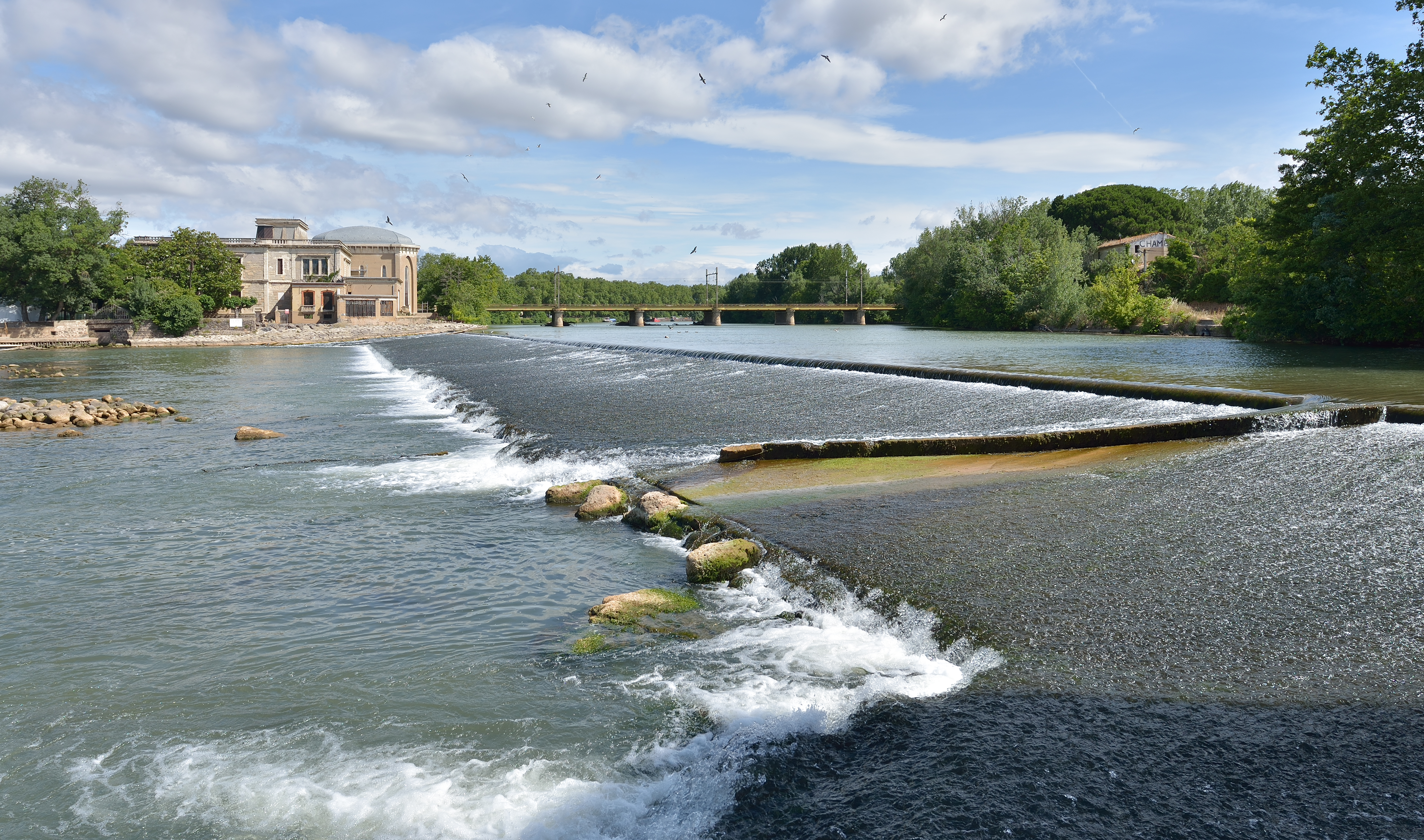
Río Hérault

Desde la prehistoria, el hombre ha estado presente en la región, tras asentarse durante el Paleolítico. Sin embargo, los restos encontrados en la ciudad son muy extraños, ya que este territorio fue azotado por las fuertes fluctuaciones de la costa, en relación con alternancia de periodos glaciales e interglaciales.
En la ciudad, varios depósitos dan testimonio de la presencia de hábitats en el Neolítico y la Protohistoria (Edad del Cobre y Edad del Bronce). Los primeros pueblos que se asentaron en la zona fueron los Ligures d'Agde y los íberos, luego al siglo III a. C., y se establecieron allí un pueblo celta conocido como los Volcas tectósages.
El lugar donde se asienta Agda fue frecuentado por los fenicios de Marsella alrededor del 600 a. C. Desde el año 400, la ciudad se convirtió en una colonia massaliote. Los griegos proporcionaron cereales, lana, piedras de construcción y esclavos, por lo que Agda fue uno de los puertos marítimos más importantes de la Galia. Los griegos introdujeron las técnicas de producción de aceite de oliva y el vino. También obtuvieron beneficios del tráfico de sal, abundante a lo largo de los estanques de la región. 
Durante la conquista romana, Agda (en latín: Agatha) fue un centro de entrada y salida por el este de Hispania. Agda era una de las ciudades más importantes y un paso obligatorio si se viajaba de Roma a cualquiera de las localidades de la península ibérica.
Tras la caída del Imperio romano en el año 476 d. C., el pueblo franco se asentó en todo lo que fue la antigua Galia. Tras la muerte de Pipino el Breve y la coronación de su hijo y sucesor Carlomagno, Agda fue el lugar donde estableció el rey su campaña para crear la Marca Hispánica. Tras la muerte de Carlomagno y de su hijo Luis el Piadoso, el reino fue dividido y Agda entró parte del reino de Carlos el Calvo. Durante la Edad Media, los vikingos atacaron en numerosas ocasiones la zona, dejándola muy vulnerable.

## Demografía
(I)
| 6744 | 6744 | 7639 | 7726 | 8251 | 8230 | 8884 | 9115 | 9439 | 9747 | 9586 | 8829 | 8251 | 8170 | 8446 | 7389 | 8478 |
| Para los censos de 1962 a 1999 la población legal corresponde a la población sin duplicidades (Fuente: INSEE [Consultar]) |      |      |      |      |      |      |      |      |      |      |      |      |      |      |      |      |

(II)
| 9533 | 8435 | 9265 | 8325 | 9605 | 9242 | 7592 | 8751 | 10 184 | 11 605 | 13 107 | 17 583 | 19 988 | 28 609 |
| Para los censos de 1962 a 1999 la población legal corresponde a la población sin duplicidades (Fuente: INSEE [Consultar]) |      |      |      |      |      |      |      |        |        |        |        |        |        |

## Ciudades hermanadas
- Antequera (España)